# いなか王兆作
『いなか王兆作』（いなかおうちょうさく）は、小林よしのりによる日本のギャグ漫画作品。

## 概要
日本のどこかに存在するという設定の架空の村「屁呼壺村（へこつぼむら）」を舞台に、主人公の田舎部兆作が巻き起こす騒動や型破りな田舎生活を描いた、1話完結型の作品である。小学館の雑誌『月刊コロコロコミック』にて1992年8月号から1993年6月号まで連載された。単行本は同社より全2巻が発売されている。

## 作品の開始と終了
当時、小林よしのりは『月刊コロコロコミック』誌上で『おぼっちゃまくん』を連載中であり、『いなか王兆作』の連載期間は同一誌上での2作同時進行の状態にあった。
1993年6月号に掲載されたあと、『おぼっちゃまくん』の番外編『長編おぼっちゃまくん 茶魔vsメカ茶魔』を掲載するため、7月号と8月号の『いなか王兆作』は休載される。しかし、8月号の巻末にて「兆作は来月もお休みするぶぁい」との作者コメントが出されたまま、連載が再開されることはなかった。『小林よしのりのゴーマンガ大事典』によると、同時連載していた『ゴーマニズム宣言』がこの頃から脚光を浴び、同書関係の執筆や仕事が忙しくなったため、断腸の思いで終了したという。

## ストーリー
日本のどこか、ど田舎中のど田舎に存在する屁呼壺村。あまりにも辺鄙な場所であるため、機械文明と隔絶されたこの村では、独自の「超・いなか文明」が発達していた。村を代表する天才発明少年である主人公の田舎部兆作は、妙な村人たちや、まるで人間のような感情を持った家畜たちに囲まれながら、特異で気楽な田舎生活を送っている。
ある日、都会生まれ都会育ちの小学生の都川純が、兆作たちの学校に転校してくる。

## キャラクター
連載開始当初は以下の通り、多数のキャラが登場する華やかな作品だったが、のどかな作品のはずでありながら、気がつくとキャラたちが村中を暴れ回っていた。慌てた小林は登場人物を兆作と家畜だけにしたが、今度はかえってシュールな展開になってしまい、自分の作ったキャラがキャラ立ちするのはいいが、調整に苦労したと『ゴーマンガ』で語っている。

### 田舎部家
屁呼壺村有数の豪農であり、邸宅は高層ビルの如き高さを持つ（ただしあくまで「超・いなか文明」基準であるため、木造藁葺きである）。村内で隠然たる権力を持つ名家。
田舎部兆作（いなかべ ちょうさく）
本作の主人公。小学校5年生。田舎部家の跡取りにして、「超・いなか文明」を体現する天才発明少年として、小学生でありながら村では強い発言権を有している。兆作の発明品には、本来エンジンが搭載されるべきボンネット部に巨大な肥桶を配し、人糞を燃料として走行する無公害自動車「肥ルスロイス」などがある。「〜ベコ」「〜モス」という語尾や、「ふんばか〜」（驚いた時などの叫び声）が口癖。イガグリ頭と常に半開きの口、渦巻きのついた頬が容姿の特徴。ありさに猛烈なアタックをかけているが、なかなか振り向いてもらえない。
田舎部千太郎（いなかべ せんたろう）
兆作の弟。都会に淡い憧れを持ってはいるが、基本的に兄の兆作を尊敬しており大抵行動を共にしている。兆作の発明完成や企画実現のために貧乏くじを引かされることも多い。
田舎部百美（いなかべ ももみ）
兆作の妹。家事全般が得意。
田舎部億造（いなかべ おくぞう）
兆作の父で田舎部家現当主。豪放磊落な人物。
田舎部万子（いなかべ まこ）
兆作の母。

### 屁呼壺村の人々
屁呼壺村の主な産業は農業である。村人たちは機械文明に全く免疫がなく、シャープペンシルを見ただけで「芯が成長する鉛筆の化物」と騒ぐほど。しかし、兆作の型破りな発明や企画には全く動じず、見事なノリで適応してしまうバイタリティー溢れる人々が殆どである。
都川純（とがわ じゅん）
兆作たちの小学校に転校してきた、都会生まれ都会育ちの少年。登場人物中で唯一都会に通じている人物で、彼の視点と対比させて屁呼壺村の奇妙さを強調するというスタイルの回が多い。田舎を基本的に馬鹿にしているが、ありさには惚れ込みアタックをかけている。
美月ありさ（みづき ありさ）
兆作たちの同級生で村のマドンナ。基本的には彼女も都会には疎いが兆作たちのノリにはついていけないことが多く、都会から来た純に憧れを抱いている。
チャーリー久保（チャーリーくぼ）
兆作たちの担任教師。派手なスーツを着込みかつて東京に住んでいたことを自慢しているが、彼の披露する都会知識は怪しげなものが多い。兆作たちに仕打ちを食らわしては、よく後で仕返しに遭う。

### 家畜たち
作品内に登場する家畜たちは話しこそしないものの日本語を理解し、前脚でものを持ったり正座をしたりと、ほとんど人間と変わらない感情とパフォーマンスを持っている。
牛彦（うしひこ）
雄のホルスタイン牛。雌牛の乳子（ちちこ）に一方的なアタックをかけている。そのストーカーまがいの所業をよく兆作にたしなめられる。
馬之介（うまのすけ）
雄の農耕馬。牛彦とのコンビでよく登場し、牛彦をからかったり互いに肩車をしたりしている。
ブ太郎（ぶたろう）
雄の豚。興奮すると鼻の穴が巨大化し、大風が起こる。
コケ子（こけこ）
雌の鶏。力むとすぐに卵を産んでしまう。また千太郎を背中に乗せて走れるほどの馬力がある。

## めざせまるきんチョコ
本作品のキャラクターは、『コロコロコミック』に掲載される以前（1992年頃）から、松尾製菓発売のチョコレート菓子「めざせまるきんチョコ」のキャラクターに採用され、商品1つにつき1枚、登場人物や兆作の発明品が描かれたシールが封入されていた。初期の兆作は「〜ばい」といった九州系の方言を話していたが、連載が始まってからは、本編同様の「〜ベコ」「〜モス」という、東北系の方言に変わっている。シールには作品本編で全く登場しなかったキャラクターも存在する。